# Divórcio segundo o direito islâmico
Divórcio segundo o direito islâmico pode ocorrer de diversas formas, algumas iniciadas pelo marido e outras pela esposa. As principais categorias do costume islâmico são talaq (repudiação), khulʿ (divórcio mútuo) e faskh (dissolução do casamento perante o Tribunal Religioso). Historicamente, as regras do divórcio eram regidas pela sharia, conforme interpretadas pela jurisprudência islâmica tradicional, embora diferissem conforme a escola jurídica, e as práticas históricas por vezes divergiam da teoria legal.
Nos tempos modernos, à medida que as leis de status pessoal (família) foram codificadas, elas geralmente permaneceram "dentro da órbita do direito islâmico", mas o controle sobre as normas do divórcio passou dos juristas tradicionais para o Estado.

## Princípios Corânicos
De acordo com o Alcorão, o casamento é concebido para ser permanente, como indicado por sua caracterização como um "vínculo firme" e pelas regras que regem o divórcio.
O relacionamento entre os cônjuges deve idealmente ser baseado no amor (30:21) e decisões importantes relativas a ambos devem ser tomadas por consentimento mútuo. Quando a harmonia conjugal não pode ser alcançada, o Alcorão permite que os cônjuges ponham fim ao casamento, embora essa decisão não deva ser tomada levianamente, e as famílias dos cônjuges sejam chamadas a intervir, nomeando árbitros para tentar uma reconciliação.
O Alcorão também estabelece períodos de espera para desencorajar divórcios precipitados. Para uma mulher menstruante, o período de espera (Iddah) antes que o divórcio seja finalizado corresponde a três períodos menstruais. Para mulheres pós-menopausa e não menstruantes, o período de espera é de três meses. Isso para assegurar que a mulher não esteja grávida e, assim, garantir a paternidade de futuros filhos que ela possa ter com seu próximo marido, além de dar ao marido tempo para reconsiderar sua decisão.
Ademais, um homem que jura não ter relações sexuais com sua esposa, o que levaria ao divórcio automático, tem direito a um período de quatro meses para quebrar seu juramento.
O Alcorão reformou substancialmente a desigualdade de gênero nas práticas de divórcio que existiam na Arábia pré-islâmica, embora alguns elementos patriarcais tenham sobrevivido e outros florescido durante os séculos seguintes.
Antes do Islã, o divórcio entre os árabes era regido por uma lei consuetudinária não escrita, que variava conforme a região e a tribo, e sua observância dependia da autoridade dos indivíduos e grupos envolvidos. Nesse sistema, as mulheres eram particularmente vulneráveis.
As regras corânicas de casamento e divórcio forneceram um conjunto fixo de normas para todos os muçulmanos, respaldado pela autoridade divina e aplicado pela comunidade.
As primeiras reformas islâmicas incluíram conceder à esposa a possibilidade de iniciar o divórcio, a revogação da reivindicação do marido sobre os bens da esposa, a condenação do divórcio sem motivo convincente, a criminalização de alegações infundadas de infidelidade feitas pelo marido e a instituição de responsabilidades financeiras do marido em relação à sua esposa divorciada.
Nos tempos pré-islâmicos, os homens mantinham suas esposas em um estado de "limbo" repudiando-as continuamente e retomando-as à vontade. O Alcorão limitava o número de repudiações a três, após o qual o homem não pode retomar a esposa, a menos que ela se case com outro homem.
Além disso, o preço da noiva pré-islâmico (mahr), que era pago pelo noivo à família da noiva, foi transformado em um dote, que se tornou propriedade da esposa, embora alguns estudiosos acreditem que a prática de dar pelo menos parte do mahr à noiva começou pouco antes do advento do Islã.
O tema do divórcio é abordado em quatro suratas diferentes do Alcorão, incluindo o princípio geral articulado em 2:231:

Se divorciarem as mulheres, e elas alcançarem o termo estipulado, mantenham-nas com harmonia ou deixem-nas partir com harmonia. Não as retenham por maldade, para serem vingativos. Quem faz isto, comete injustiça contra si mesmo.

## Sharia Clássica

### Contexto jurídico
O direito islâmico clássico é derivado das fontes escriturais do Islã (Alcorão e hadith) utilizando várias metodologias desenvolvidas por diferentes escolas jurídicas.
Foi historicamente interpretado por juristas (muftis) que se esperava fornecessem uma opinião legal (fatwa) gratuitamente em resposta a qualquer consulta.
Disputas familiares eram tratadas em tribunais religiosos presididos por um juiz (qadi) que possuía educação jurídica suficiente para decidir algumas questões legais e consultava um mufti se confrontado com uma questão difícil.
Os juízes eram membros ativos da comunidade local e também atuavam em arbitragens informais, que eram o método preferido para resolver disputas.
Nos processos judiciais, mediavam entre a letra da lei e as exigências das preocupações sociais e morais locais, com o objetivo de assegurar a harmonia social.
A prática legal efetiva às vezes se desviava dos preceitos da escola jurídica dominante na região, beneficiando ou prejudicando as mulheres, conforme o caso.
Membros de todas as classes sociais e suas testemunhas apresentavam seus casos em tribunal sem representação legal profissional, embora os membros da classe alta geralmente o fizessem por meio de um representante.
As mulheres eram comumente envolvidas em litígios, geralmente como autoras, eram assertivas em seus argumentos e frequentemente tratadas com simpatia pelos juízes.
De acordo com a doutrina legal, o testemunho de uma mulher em determinadas áreas do direito tinha metade do peso do de um homem, embora as evidências disponíveis sugiram que os efeitos práticos dessa regra eram limitados e a posição jurídica das mulheres no Islã pré-moderno era comparável ou superior à de seus contemporâneos europeus.

### Talaq (repudiação)

#### Jurisprudência
O termo talaq é comumente traduzido como "repudiação" ou simplesmente "divórcio". No direito islâmico clássico, refere-se ao direito do marido de dissolver o casamento simplesmente anunciando à sua esposa que a repudia. Os juristas clássicos classificavam de maneira variada a pronúncia do talaq como proibido ou reprovável, a menos que fosse motivada por uma causa convincente, como a impossibilidade de convivência devido a um conflito irreconciliável, embora não exigissem que o marido obtivesse aprovação judicial ou apresentasse justificativa. Os juristas impuseram certas restrições à repudiação válida. Por exemplo, a declaração deve ser feita em termos claros; o marido deve estar em pleno uso de suas faculdades mentais e não ser coagido. Após o talaq, a esposa tem direito ao pagamento integral do mahr, caso este não tenha sido previamente pago. O marido é obrigado a sustentá-la financeiramente até o término do período de espera ou até o nascimento de seu filho, se ela estiver grávida. Além disso, ela tem direito à pensão alimentícia para os filhos e a quaisquer manutenções atrasadas, que o direito islâmico exige serem pagas regularmente durante o casamento.
Conceder ao marido a prerrogativa da repudiação baseava-se na suposição de que os homens não teriam interesse em iniciar um divórcio sem motivo justificável, dadas as obrigações financeiras decorrentes. Ademais, os juristas clássicos eram da opinião de que "a natureza feminina carece de racionalidade e autocontrole". Exigir uma justificativa era visto como potencialmente prejudicial à reputação de ambos os cônjuges, pois poderia expor segredos familiares à análise pública.
O talaq é considerado no Islã como um meio reprovável de divórcio. A declaração inicial de talaq é uma repudiação revogável (ṭalāq rajʿah) que não termina o casamento. O marido pode revogar a repudiação a qualquer momento durante o período de espera (iddah), que dura três ciclos menstruais completos. Esse período visa proporcionar ao casal uma oportunidade de reconciliação, além de assegurar que a esposa não esteja grávida. A retomada das relações sexuais anula automaticamente a repudiação. A esposa mantém todos os seus direitos durante o período de espera. O divórcio torna-se definitivo quando o período expira. Isso é chamado de divórcio "menor" (al-baynuna al-sughra) e o casal pode se casar novamente. Se o marido repudia sua esposa pela terceira vez, isso aciona um divórcio "maior" (al-baynuna al-kubra), após o qual o casal não pode se casar novamente sem um casamento consumado interveniente com outro homem. Isso é conhecido como tahlil ou nikah halala. Tornar a terceira pronúncia irrevogável impede que o marido utilize declarações e revogações repetidas de divórcio como meio de pressionar sua esposa a fazer concessões financeiras para "comprar sua liberdade". Isso também atua como um impedimento para repudiações precipitadas.

#### Prática
As mulheres frequentemente entravam no casamento com um capital substancial na forma de mahr e do enxoval fornecido por sua família, o qual não eram obrigadas a gastar com despesas domésticas, e muitas vezes emprestavam dinheiro a seus maridos. Por causa disso e das obrigações financeiras decorrentes, o talaq podia ser uma medida muito custosa e, em muitos casos, financeiramente arruinadora para o marido. Muitas mulheres repudiadas utilizavam o pagamento do divórcio para adquirir a parte do ex-marido na casa da família. No registro histórico, o talaq parece ter sido menos comum que o khulʿ.
Evidências disponíveis do Egito mameluco indicam que o talaq não era o meio principal de divórcio. O talaq era considerado desastroso para a mulher, pois a privava de proteção e apoio financeiro a longo prazo, impedindo-a de se casar novamente, já que isso a faria perder a custódia dos filhos. Isso levou a que a repudiação sem motivo justificável fosse considerada socialmente imprópria. Estudos do Levante Otomano demonstraram que as mulheres podiam invalidar uma declaração de talaq alegando que o marido apresentara sinais de "racionalidade diminuída" ao fazê-lo, enquanto outras utilizavam a declaração irrevogada de talaq do marido para obter o divórcio em data posterior, caso pudessem provar que ele a havia proferido.

#### Talaq al-bid'ahe talaq triplo
Os tipos de talaq podem ser classificados em talaq al-sunnah, considerado de acordo com os ensinamentos de Maomé, e talaq al-bid'ah, vistos como desvios inovadores (bid'ah) em relação a esses ensinamentos. O talaq al-sunnah subdivide-se em talaq al-ahsan, a forma de talaq menos desaprovada, e talaq al-hasan. O talaq ahsan envolve uma única pronúncia revogável de divórcio e abstenção sexual durante o período de espera. O divórcio hasan envolve três pronúncias realizadas durante o estado de pureza ritual da esposa, com intervalos menstruais entre elas, sem que ocorram relações sexuais nesse período.
Em contraste com o talaq al-sunnah, o talaq al-bid'ah não observa o período de espera e termina irrevogavelmente o casamento. Pode envolver um "talaq triplo", isto é, a declaração de talaq repetida três vezes, ou uma fórmula diferente, como "você é haram para mim". Algumas escolas jurídicas sustentavam que um talaq triplo realizado em uma única sessão constituía um divórcio "maior", enquanto outras o classificavam como "menor". O talaq al-bid'ah reflete costumes pré-islâmicos de divórcio, e não princípios corânicos, sendo considerado uma forma particularmente desaprovada, embora legalmente válida, de divórcio na jurisprudência sunita tradicional. Segundo a tradição islâmica, Maomé denunciou a prática do talaq triplo, e o segundo califa Umar puniu os maridos que a utilizavam.

#### Tafwid (talaq delegado)
O marido pode delegar à sua esposa o direito de repudiação. Essa delegação pode ser feita no momento da elaboração do contrato de casamento (nikah) ou durante o casamento, com ou sem condições. Muitas mulheres incluíam tais cláusulas em seus contratos de casamento. Comumente, o contrato concedia à esposa o direito de "se repudiar" caso o marido se casasse com uma segunda esposa. A repudiação delegada é denominada ṭalāq al-tafawud ou tafwid.

### Khulʿ (divórcio mútuo)

#### Jurisprudência
Khulʿ é um tipo contratual de divórcio iniciado pela esposa. Baseia-se na autoridade do versículo 2:229:

Não é lícito a vós retomar qualquer coisa que vos tenha sido dada, a não ser que ambos temam que não possam cumprir os limites de Deus; não há culpa para ambos. Se a mulher devolver aquilo com que se liberta, esses são os limites fixados por Deus; não os transgridam.
</ref>
Adicionalmente, fundamenta-se em um hadith no qual Maomé instrui um homem a aceitar o desejo de divórcio de sua esposa se ela devolver um jardim recebido dele como parte do seu mahr. Um khulʿ é concluído quando o casal concorda com o divórcio em troca de uma compensação monetária paga pela esposa, a qual não pode exceder o valor do mahr que ela recebeu, sendo geralmente uma quantia menor ou envolvendo a renúncia à parte ainda não paga.
Os hanafitas e malekitas não exigem uma compensação paga pela esposa. O divórcio é final e irrevogável, efetivo no momento da conclusão do contrato.
O casal não pode se reconciliar durante o período de espera, definido como no caso do talaq, mas o marido é obrigado a pagar pensão durante esse período, salvo dispensa contratual.
Assim como no caso do talaq, o novo casamento é possível até que um khulʿ seja concluído pela terceira vez. Se o marido pressionar sua esposa a aceitar o khulʿ em vez de pronunciar o talaq — para evitar as responsabilidades financeiras decorrentes — o divórcio é considerado inválido.
Assim como o talaq, o khulʿ ocorre fora do tribunal.

#### Prática
Estudos realizados em Istambul, Anatólia, Síria, Chipre muçulmano, Egito e Palestina notaram a frequência relativa do khulʿ.
Em investigações sobre o Egito mameluco e os Bálcãs sob domínio otomano, constatou-se que o khulʿ era o principal meio de divórcio. As mulheres utilizavam diversas estratégias para forçar um acordo com os maridos: algumas negligenciavam os deveres conjugais e domésticos, tornando a convivência insustentável, enquanto outras exigiam o pagamento imediato do mahr diferido, sabendo que o marido não teria condições de cumprir e que poderia ser preso em caso de inadimplência.
Em alguns casos, o contrato de khulʿ não previa compensação alguma por parte da esposa, enquanto, em outros, ela renunciava a todas as obrigações financeiras do marido.
Segundo estudos do Levante Otomano, diversos procedimentos judiciais foram implementados para assegurar que um khulʿ não fosse, na verdade, um talaq.

### Nikah halala

#### Jurisprudência
Nikah halala (também conhecido como casamento tahleel) é uma prática na qual uma mulher, após ser divorciada pelo talaq triplo, casa-se com outro homem, consuma o casamento e depois se divorcia para poder se casar novamente com seu ex-marido.
Contudo, tais casamentos são proibidos no Islã, de acordo com um Hadith classificado como Sahih que afirma que Maomé amaldiçoou aqueles que os realizam.

### Divórcio judicial

#### Jurisprudência
Um casamento também pode ser dissolvido por meio do divórcio judicial. Qualquer um dos cônjuges pode peticionar a um tribunal qadi para obter o divórcio judicial, desde que apresente motivos convincentes para dissolver o casamento. O tribunal inicia o processo nomeando um árbitro de cada família para buscar uma reconciliação mediada. Se esse esforço fracassar, o tribunal decide a disputa, atribuindo culpa pelo rompimento do casamento com as consequências financeiras associadas.
Exemplos de culpa incluem crueldade; falha do marido em fornecer manutenção ou pagar a parcela imediata do mahr; infidelidade; abandono; incompatibilidade moral ou social; certas enfermidades; e prisão que prejudique o casamento.
O divórcio judicial também pode ser solicitado por violação dos termos estipulados no contrato de casamento. Diferentes escolas jurídicas reconheceram diferentes conjuntos desses fundamentos.

#### Prática
Em algumas áreas sob domínio otomano, era quase impossível para as mulheres obterem o divórcio, exceto por meio do khulʿ, devido à restrição imposta pela escola hanafita predominante, embora existam exceções. O problema mais sério era o abandono, que não era reconhecido como fundamento para o divórcio judicial. Para contornar essa situação, em alguns casos, um homem que partia para uma viagem deixava uma carta autorizando o talaq para sua esposa, caso não retornasse dentro de um prazo determinado. Em outras situações, juízes hanafitas convidavam colegas malekitas ou hanbalitas para pronunciar o divórcio, ou a própria mulher procurava um juiz de uma dessas escolas. A mesma estratégia era utilizada para efetivar o divórcio em casos de não prestação de manutenção. Nos Bálcãs otomanos, uma mulher podia solicitar o divórcio alegando que seu marido "não era um bom muçulmano".
Como casamentos entre homens não muçulmanos e mulheres muçulmanas são proibidos pelo direito islâmico, quando uma mulher casada se convertia ao Islã, mas seu marido não, o casamento era considerado nulo pelas autoridades muçulmanas, e a mulher obtinha a custódia dos filhos. Fontes do século XVII indicam que mulheres não muçulmanas em todo o Império Otomano utilizaram esse método para obter o divórcio.

### Juramentos

#### Jurisprudência
O marido pode terminar o casamento por meio de três tipos de juramentos: o juramento de continência (īlāʿ e iẓhar), a negação de paternidade (liʿan) e o ṭalāq condicional.
Os dois primeiros tipos eram práticas pré-islâmicas confirmadas pelo Alcorão (2:226–227 para ila, e 58:2–4 para izhar), o qual também deixa claro que o izhar é reprovável, apesar de legalmente válido.
Ila é um juramento pelo qual o marido promete abster-se de relações sexuais com sua esposa por, no mínimo, quatro meses. Se cumprir seu juramento, o casamento é dissolvido; se o quebrar, o casamento permanece.
No juramento izhar (ou ẓihār), o homem declara que sua esposa é tão proibida sexualmente para ele quanto sua mãe. O marido pode quebrar o juramento e retomar o casamento. Quebrar qualquer um dos juramentos exige expiação por meio de doação aos pobres ou jejum.
No juramento li'an, o marido nega a paternidade do filho de sua esposa. A esposa tem a oportunidade de prestar um juramento negando infidelidade, e, se o fizer e o marido persistir em sua acusação, o casamento é dissolvido por um juiz e o casal jamais poderá se casar novamente.
No juramento do ṭalāq condicional, o marido declara que a divorciará se ele ou ela realizar determinado ato. Esse juramento pode funcionar tanto como proteção para a esposa quanto como ameaça por parte do marido, conforme o ato especificado.

#### Prática
Estudos sob o domínio mameluco e otomano não constataram o uso dos juramentos de li'an ou de abstinência, enquanto o talaq condicional parece ter desempenhado um papel proeminente. Esse juramento foi utilizado para emitir diversas ameaças à esposa, bem como para fazer promessas. No Egito otomano, os contratos de casamento frequentemente incluíam estipulações de talaq condicional que, de outra forma, não eram reconhecidas pela escola hanafita predominante como fundamento para o divórcio judicial, como a não prestação de manutenção ou o casamento com uma segunda esposa.

### Outras consequências do divórcio
O direito islâmico não reconhece o conceito de propriedade comunitária, e a divisão dos bens baseia-se na atribuição a um dos cônjuges. A esposa obtém a custódia dos filhos até a maioridade (cuja definição varia conforme a escola jurídica), enquanto o pai mantém a tutela.
As práticas de custódia infantil sob o domínio otomano parecem ter seguido as regras da jurisprudência hanafita, embora, no Egito otomano, as crianças geralmente permanecessem com a mãe divorciada além da idade prescrita. Uma mulher divorciada podia manter a custódia dos filhos, a menos que se casasse novamente e seu marido reivindicasse a guarda, caso em que geralmente passava para uma de suas parentes femininas. Sob os mamelucos, as mulheres podiam renunciar ao direito à pensão alimentícia para obter a custódia prolongada.

### Dote (mahr) no divórcio
Mahr é um presente nupcial feito pelo noivo à noiva no momento do casamento. Ao ser recebido, torna-se propriedade exclusiva dela, com total liberdade de uso e disposição. O contrato de casamento não é válido sem o mahr. O valor do mahr geralmente dependia do status socioeconômico da noiva. O pagamento de uma parte do mahr era frequentemente diferido e servia como impedimento ao exercício do direito de divórcio unilateral pelo marido, embora os juristas clássicos discordassem quanto à permissibilidade e à forma de diferir esse pagamento.
A jurisprudência islâmica oferece orientações claras sobre o tratamento do mahr em caso de divórcio, dependendo de quem o solicita e se houve ou não relações sexuais. Se o marido solicitar o divórcio e as relações sexuais tiverem ocorrido ou ele tiver ficado sozinho com ela, ele paga o mahr integral; se o marido solicitar o divórcio sem que ocorra a relação sexual, ele paga metade do dote; se a esposa solicitar o divórcio após a ocorrência de relações, o marido paga metade do mahr; e se a esposa solicitar o divórcio sem que haja relação sexual, nenhum mahr é exigido do marido.

## Era Moderna

### Transformação legal
Na era moderna, as leis baseadas na sharia foram amplamente substituídas por estatutos inspirados em modelos europeus, e suas regras clássicas foram, em grande parte, mantidas apenas nas leis de estado civil (família). Diversas explicações foram propostas para esse fenômeno. Vários estudiosos argumentam que, por essas leis serem mais extensamente especificadas no Alcorão e no hadith, tem sido difícil para os crentes aceitarem desvios dessas regras. Em contraste, Wael Hallaq interpreta isso como um legado do colonialismo: alterar as leis de família não traria benefícios à administração colonial, e as potências coloniais promoveram a ideia de que essas leis eram sagradas para a população, divulgando sua preservação como um sinal de respeito, o que as tornou referência na política de identidade dos muçulmanos modernos.
Mudanças importantes nas leis de família ocorreram na era moderna. As leis foram codificadas por órgãos legislativos e deslocadas de seu contexto original para sistemas jurídicos modernos, que geralmente seguiam práticas ocidentais em procedimentos judiciais e na educação jurídica. Isso as desvinculou tanto da tradição interpretativa clássica quanto das bases institucionais do sistema jurídico pré-moderno no qual estavam inseridas. Em particular, o controle sobre as normas do divórcio passou dos juristas tradicionais para o Estado, embora geralmente permanecesse "dentro da órbita do direito islâmico".
Em seu artigo "Uma parceria desigual", Sulema Jahangir insiste que a Convenção sobre a Eliminação de Todas as Formas de Discriminação contra a Mulher e outros padrões internacionais esperam que as contribuições não financeiras das mulheres para o casamento sejam reconhecidas, de modo a possibilitar igualdade entre os cônjuges. Muitos países muçulmanos buscam maneiras de reconhecer as contribuições não financeiras das mulheres para o casamento e melhorar as compensações no divórcio. Alguns países, como Jordânia, Marrocos, Argélia, Egito, Síria, Líbia e Tunísia, estão implementando legislações que preveem o pagamento de uma compensação adicional denominada "mata'a", como parte da benevolência islâmica para os cônjuges que se separam, além do dote e da manutenção. Muitos países também estão inserindo condições denominadas "haq meher" (direito à manutenção financeira e prêmios patrimoniais) em contratos de casamento, os chamados nikahnama.

### Métodos de reforma
Mudanças nas condições sociais levaram a uma crescente insatisfação com a lei islâmica tradicional de divórcio desde o início do século XX. Diversas reformas foram empreendidas na tentativa de restringir o direito de repudiação unilateral do marido e conferir às mulheres maior capacidade de iniciar o divórcio. Essas reformas utilizaram diversos métodos, dentre os quais os mais importantes são:
- Seleção entre opiniões jurísticas clássicas sem restrição a uma única escola jurídica (takhayyur) durante a codificação das leis estatais;
- Ampliação dos poderes discricionários do tribunal;
- Medidas administrativas justificadas com base na doutrina clássica de siyasa shar'iyya, que autoriza o governante a promulgar políticas considerando a equidade e a conveniência[38]
- Imposição de sanções penais;
- Interpretação modernista das escrituras corânicas (às vezes denominada neo-ijtihad e tafsir feminista);
- Apelo à doutrina do interesse público (maslaha).

De acordo com Sulema Jahangir, na Turquia, o Código Civil revisado prevê a divisão igualitária dos bens e ativos adquiridos durante o casamento como regime patrimonial padrão. Na Indonésia e em Singapura, os tribunais possuem poderes discricionários; na Indonésia os tribunais podem dividir os bens conjugais no divórcio para reconhecer as contribuições não financeiras das mulheres, enquanto em Singapura a contribuição da esposa é considerada — mesmo na ausência de aporte financeiro, 35% dos ativos devem ser partilhados com a esposa, em virtude de sua contribuição para os cuidados do lar e dos filhos —, e na Malásia, dependendo da duração do casamento e da contribuição de cada cônjuge, o cônjuge divorciado pode receber até um terço dos bens.
O All India Muslim Personal Law Board emitiu um código de conduta em abril de 2017 acerca do talaq, em resposta à controvérsia sobre o talaq triplo na Índia. Também advertiu que aqueles que recorrerem ao talaq triplo ou ao divórcio de forma imprudente, sem justificativa ou por razões não prescritas pela Sharia, serão boicotados socialmente.
Na Índia, a The Muslim Women (Protection of Rights on Marriage) Act, 2019 foi aprovada em julho de 2019, tornando o talaq triplo instantâneo (talaq-e-biddah) — seja na forma falada, escrita ou eletrônica — ilegal, nulo e passível de até três anos de prisão. Segundo a nova lei, uma mulher prejudicada tem o direito de exigir manutenção para seus filhos dependentes. A Índia está entre os 23 países que baniram o talaq triplo.

## Prevalência
De acordo com Yossef Rapoport, no século XV a taxa de divórcio era maior do que é hoje no moderno Oriente Médio, que geralmente apresenta taxas de divórcio mais baixas. No Egito do século XV, Al-Sakhawi registrou a história matrimonial de 500 mulheres, a maior amostra sobre casamento na Idade Média, e constatou que pelo menos um terço de todas as mulheres no Sultanato Mameluco do Egito e na Síria casaram-se mais de uma vez, com muitas se casando três ou mais vezes. Segundo Al-Sakhawi, até três de cada dez casamentos no Cairo do século XV terminaram em divórcio.
No início do século XX, algumas vilas no oeste de Java e na Península Malaia apresentavam taxas de divórcio de até 70%.